# Landtagswahl in Südtirol 2018
- MoVimento 5 Stelle: 1
- Verdi Grüne Vërc/LeU: 3
- PD: 1
- TK: 6
- SVP: 15
- F: 2
- STF: 2
- LN: 4
- L’Alto Adige nel Cuore/FdI: 1

Die Landtagswahl in Südtirol 2018 fand am 21. Oktober 2018 statt. Neu gewählt wurden die 35 Mitglieder des Südtiroler Landtags. Die Wahlbeteiligung lag bei 73,9 %. Am selben Tag fand auch die Wahl zum Trentiner Landtag statt. Südtiroler und Trentiner Landtag bildeten anschließend gemeinsam den 70 Mandate umfassenden Regionalrat Trentino-Südtirol.
Die XVI. Legislaturperiode begann am 14. November 2018. Am 25. Jänner 2019 wählte der Landtag die Südtiroler Landesregierung (Kabinett Kompatscher II).

## Hintergrund
Bei der Landtagswahl in Südtirol 2013 verlor die Südtiroler Volkspartei (SVP) ihre seit 1948 gehaltene absolute Mehrheit und bildete mit der Demokratischen Partei (PD) eine Koalition. Die für die Loslösung Südtirols von Italien eintretenden Parteien Die Freiheitlichen und Süd-Tiroler Freiheit (STF) erzielten erhebliche Gewinne, ebenso die Grünen, während die italienischen Rechtsparteien stark verloren.
Bei der Europawahl in Italien 2014 erreichte die SVP 48,0 %, das Mitte-Rechts-Lager zusammen 13,0 %, (darunter die Lega Nord, die zusammen mit den Freiheitlichen angetreten und von der BürgerUnion für Südtirol unterstützt worden war 6,0 %) der PD 15,7 %, L’Altra Europa con Tsipras (wozu auch Verdi Grüne Vërc gehörte) 9,9 %, das M5S 8,8 % und die Federazione dei Verdi 3,9 %.
Aufgrund der Wahlempfehlung der BUfS brach das Bündnis mit Ladins Dolomites und Wir Südtiroler 2014. Im gleichen Jahr stimmte Elena Artioli von Team Autonomie für Arno Kompatscher als Landeshauptmann und verließ die Lega Nord. In der Folge wurde sie Unterstützerin von Matteo Renzi, trat dem Partito Democratico bei und wurde Provinzkoordinator des Liberal PD.
Beim Verfassungsreferendum ergab sich in Südtirol eine Zustimmung von 63,7 %. Die SVP und der PD hatten sich im Gegensatz zu den Oppositionsparteien für die Verfassungsreform eingesetzt.
Bei den Parlamentswahlen in Italien 2018 erreichte die SVP 48,8 %, das italienische Mitte-Rechts-Lager zusammen 16,8 % (darunter die Lega Nord, die von der BürgerUnion für Südtirol unterstützt wurde 9,6 %), das M5S 13,9 %, der PD 8,5 % und Liberi e Uguali (wozu auch Verdi Grüne Vërc gehört) 5,1 %. Die Wahlbeteiligung lag mit etwa 69 % deutlich niedriger als 2013 (82 %). Die Freiheitlichen und die Süd-Tiroler Freiheit hatten zum Wahlboykott aufgerufen.
Im Juli 2018 verkündete Paul Köllensperger seinen Austritt aus dem MoVimento 5 Stelle und die Gründung seiner eigenen Wahlliste Team Köllensperger. Die Partei L’Alto Adige nel cuore trat bei der Landtagswahl 2018 mit Fratelli d’Italia an, nachdem Verhandlungen mit der Lega Nord gescheitert waren.

## Wahlrecht
Die 35 Abgeordneten des Südtiroler Landtags werden nach Verhältniswahlrecht ohne Sperrklausel gewählt. Das ganze Land bildet einen Wahlkreis. Jeder Wähler hat eine Listenstimme und kann bis zu vier Kandidaten der gewählten Liste eine Präferenzstimme geben.

## Parteien und Kandidaten
Folgende 14 Listen kandidierten mit insgesamt 419 Kandidaten:
| Partei                                         | Spitzenkandidat       |
| ---------------------------------------------- | --------------------- |
| SVP Südtiroler Volkspartei                     | Arno Kompatscher      |
| Die Freiheitlichen                             | Andreas Leiter Reber  |
| Verdi-Grüne-Vërc                               | Brigitte Foppa        |
| Süd-Tiroler Freiheit                           | Sven Knoll            |
| Demokratische Partei Südtirol                  | Christian Tommasini   |
| Lega                                           | Massimo Bessone       |
| MoVimento 5 Stelle                             | Diego Nicolini        |
| BürgerUnion für Südtirol                       | Andreas Pöder         |
| L’Alto Adige nel Cuore Fratelli d’Italia Uniti | Alessandro Urzì       |
| Team Köllensperger                             | Paul Köllensperger    |
| Noi per l’Alto Adige – Für Südtirol            | Roberto Bizzo         |
| Forza Italia                                   | Antonella Biancofiore |
| Vereinte Linke Sinistra unita                  | David Augscheller     |
| CasaPound Italia                               | Andrea Bonazza        |

## Umfragen
| Institut          | Datum      | SVP    | F      | Grüne | STF   | PD    | LN    | M5S    | BUfS  | TK  | Sonst. |
| ----------------- | ---------- | ------ | ------ | ----- | ----- | ----- | ----- | ------ | ----- | --- | ------ |
| Market            | 07.2018    | 39 %   | 16 %   | 7 %   | 11 %  | 4 %   | 5 %   | 4 %    | 2 %   | 8 % | 4 %    |
| GfK               | 05.2018    | 40 %   | 18 %   | 7 %   | 8 %   | 2 %   | 6 %   | 9 %    | —     | —   | 10 %   |
| Gruber & Partner  | 03.2014    | 38,9 % | 7,5 %  | 4,7 % | 3,5 % | 4,6 % | —     | 11,5 % | 0,2 % | —   | 30,1 % |
| Landtagswahl 2013 | 27.10.2013 | 45,7 % | 17,9 % | 8,7 % | 7,2 % | 6,7 % | 2,5 % | 2,5 %  | 2,1 % | —   | 6,7 %  |

| Institut | Datum           | SVP PD | SVP Grüne | SVP F | SVP M5S | SVP LN | SVP STF | SVP NAAS | SVP FI | SVP CPI |
| -------- | --------------- | ------ | --------- | ----- | ------- | ------ | ------- | -------- | ------ | ------- |
| Market   | 18. August 2018 | 12 %   | 12 %      | 8 %   | 6 %     | 6 %    | 2 %     | 1 %      | 1 %    | 1 %     |

## Wahlergebnis
|                               | Ergebnisse 2018 | Ergebnisse 2018 | Ergebnisse 2018 | Ergebnisse 2013 | Ergebnisse 2013 | Ergebnisse 2013 | Differenzen | Differenzen | Differenzen |
| ----------------------------- | --------------- | --------------- | --------------- | --------------- | --------------- | --------------- | ----------- | ----------- | ----------- |
|                               | Stimmen         | %               | Mand.           | Stimmen         | %               | Mand.           | Stimmen     | %           | Mand.       |
| Gesamt                        | 282.878         | 73,9 %          | 35              | 297.795         | 77,7 %          | 35              | - 14.917    | - 3,8 %     |             |
| Partei                        |                 |                 |                 |                 |                 |                 |             |             |             |
| Südtiroler Volkspartei        | 119.109         | 41,9 %          | 15              | 131.226         | 45,7 %          | 17              | - 12.117    | - 3,8 %     | - 2         |
| Die Freiheitlichen            | 17.620          | 6,2 %           | 2               | 51.505          | 18,0 %          | 6               | - 33.885    | - 11,7 %    | - 4         |
| Verdi – Grüne – Vërc          | 19.392          | 6,8 %           | 3               | 25.069          | 8,7 %           | 3               | - 5.677     | - 1,9 %     | ± 0         |
| Süd-Tiroler Freiheit          | 16.927          | 6,0 %           | 2               | 20.740          | 7,2 %           | 3               | - 3.813     | - 1,2 %     | - 1         |
| Demokratische Partei Südtirol | 10.808          | 3,8 %           | 1               | 19.210          | 6,7 %           | 2               | - 8.402     | - 2,9 %     | - 1         |
| Lega Nord                     | 31.515          | 11,1 %          | 4               | 7.120           | 2,5 %           | 1               | + 24.395    | + 8,6 %     | + 3         |
| MoVimento 5 Stelle            | 6.670           | 2,4 %           | 1               | 7.100           | 2,5 %           | 1               | - 430       | - 0,1 %     | ± 0         |
| BürgerUnion                   | 3.665           | 1,3 %           | 0               | 6.065           | 2,1 %           | 1               | - 2.400     | - 0,8 %     | - 1         |
| L’Alto Adige nel Cuore - FdI  | 4.882           | 1,7 %           | 1               | 6.060           | 2,1 %           | 1               | - 1.178     | - 0,4 %     | ± 0         |
| CasaPound Italia              | 2.451           | 0,9 %           | 0               | 4.832           | 1,7 %           | 0               | - 2.381     | - 0,8 %     | ± 0         |
| Vereinte Linke                | 1.753           | 0,6 %           | 0               | 1.134           | 0,4 %           | 0               | + 619       | + 0,2 %     | ± 0         |
| Team Köllensperger            | 43.315          | 15,2 %          | 6               | n.k.            |                 |                 |             |             |             |
| Noi per l’Alto Adige          | 3.428           | 1,2 %           | 0               | n.k.            |                 |                 |             |             |             |
| Forza Italia                  | 2.826           | 1,0 %           | 0               | n.k.            |                 |                 |             |             |             |

Stimmenanteile der Parteien nach Gemeinden

## Historische Bedeutung
Bei der Südtiroler Landtagswahl 2018 erreichte die Südtiroler Volkspartei ihr bisher schlechtestes Ergebnis mit 41,9 %. Die regionalen Mitte-Rechts- bis Rechtsparteien Die Freiheitlichen, Süd-Tiroler Freiheit und BürgerUnion für Südtirol verloren und kamen auf das schlechteste gemeinsame Ergebnis seit 2003 und die BUfS zog zum ersten Mal nach ihrer Gründung nicht in den Landtag ein. Die Parteien des italienischen Rechts- bzw. Mitte-rechts-Lagers (Lega Nord, Forza Italia, L’Alto Adige nel Cuore-Fratelli d’Italia) konnten ihr Ergebnis von 6,9 % (2013) auf 13,8 % (2018) verdoppeln. Sie waren mit drei getrennten Listen angetreten und konnten 3 Sitze gewinnen. Ein Novum stellte die Wahlliste Team Köllensperger dar, die aus dem Stand die zweitmeisten Stimmen auf sich vereinen konnte. Die Mitte-Links Parteien (Partito Democratico, Noi per l’Alto Adige – Wir für Südtirol, Vereinte Linke – Sinistra unita, Grüne-Liberi e Uguali) mussten leichte Verluste hinnehmen.

## Nach der Wahl

### Regierungsbildung
In Südtirol müssen bei der Bildung der Landesregierung gemäß Autonomiestatut spezielle Bestimmungen zur proportionalen Vertretung der verschiedenen Sprachgruppen eingehalten werden. Faktisch muss sich die „deutsche“ SVP Koalitionspartner mit „italienischen“ Abgeordneten suchen.
Anfang November begannen die ersten Sondierungsgespräche, wo die SVP alle im Landtag vertretenen Parteien zu sich einlud. Dabei ging es um einen ersten Austausch über die weitere Vorgangsweise und über die Zusammenarbeit sowie über die Bildung einer politischen Mehrheit im neuen Landtag.
Eine Woche später startete die SVP eine zweite Sondierungsrunde, in der sie Gespräche mit der Lega, den Grünen und dem PD führte. Am wahrscheinlichsten erwies sich eine Koalition aus SVP und Lega, um gleichzeitig die Bildung der Regionalregierung zu erleichtern und um stabilere Verhältnisse zu schaffen.
Ende November, zwei Wochen später, stimmte der SVP-Parteiausschuss mit großer Mehrheit für eine Koalition mit der Lega, ganze 65 von 83 Stimmen entfielen für die Aufnahme von Koalitionsverhandlungen. Zuvor hatten die Junge Generation und Altlandeshauptmann Durnwalder für eine solche Landesregierung geworben.
Am 6. Dezember startete die SVP die Koalitionsverhandlungen mit der Lega, welche man am 3. Jänner abschloss. Die Mitglieder des SVP-Ausschusses, die SVP-Ortsobleuten und die SVP-Bürgermeister gaben am 7. Jänner mit 503 von 519 Stimmen grünes Licht für die Koalition, es gab keine Gegenstimmen.
Die Ressortverteilung des Kabinetts Kompatscher II wurde am 14. Jänner 2019 bekannt gegeben. Am 17. Jänner wurde Kompatscher vom Landtag für eine weitere Amtsperiode wiedergewählt. 19 Abgeordnete stimmten für, 16 gegen ihn. Die Wahl der Landesregierung fand am 25. Jänner statt.
| Parteien                         | Sitze |
| -------------------------------- | ----- |
| Absolute Mehrheit (ab 18 Sitzen) |       |
| SVP, LN                          | 19    |
| SVP, Grüne, PD                   | 19    |
| Sitze gesamt                     | 35    |

### Fraktionswechsel während der laufenden Legislaturperiode
Carlo Vettori trat im Herbst 2019 aus der Lega aus und gründete eine eigene Fraktion, die er Alto Adige Autonomia nannte, ehe er 2021 der Partei Forza Italia beitrat; trotz seines Fraktionswechsels blieb er Teil der Regierungskoalition. Josef Unterholzner trat im August 2020 aus dem Team K aus, um am 2. September 2020 seine eigene Fraktion namens Enzian zu gründen. Am 20. August 2021 wurde Peter Faistnauer vom Team K aus der Partei ausgeschlossen; dieser gründete anschließend seine eigene Fraktion namens Perspektiven für Südtirol.